# Калифорния (ролл)
Ролл «Калифорния» — разновидность суши, приготовляемая вывернутым рисом наружу (типичный вариант урамаки).

## Приготовление
Ингредиенты: нори, рис для суши, японский хрен васаби, свежий огурец, разрезанный на тонкие полоски, мякоть авокадо, разрезанного тонкими полосками, крабовое мясо (крабовые палочки). Для украшения применяется тобико (икра летучей рыбы) или масаго (икра мойвы), либо обжаренные зерна кунжута, возможно их совмещение. В качестве начинки используются сёмга, морской гребешок, икра тобико, сыр «Филадельфия».
Сам процесс приготовления типичен для урамаки-суши и очень прост: на бамбуковом коврике шириной 15-20 см, смоченном водой (сейчас из соображений удобства и гигиены коврик нередко покрывают листом тонкого полиэтилена или просто вкладывают в полиэтиленовый пакетик), тонким слоем выкладывается предварительно приготовленный и охлаждённый рис, на него кладётся лист нори, на нори выкладывается начинка, нарезанная в виде тонких полосок, после чего с помощью коврика получившаяся конструкция скатывается в рулет; затем получившийся рулет обваливают в тобико и/или кунжутных зёрнах и разрезают на отдельные роллы острым ножом, смоченным в холодной воде.
Помимо традиционного вида, роллы «Калифорния» могут подаваться обжаренными в кляре, причём в одних случаях обжариваются уже разрезанные роллы, в других — приготовленный целый рулет обжаривается в кляре и только затем разрезается ножом на отдельные роллы.

## История
Считается, что ролл «Калифорния» был создан в 1973 году Итиро Маситой, шеф-поваром ресторана Tokyo Kaikan в Лос-Анджелесе. В 80-х годах он распространился и по другим штатам, потом стал известен в Японии, а затем — во всём мире.